# Düsseldorfer Jonges

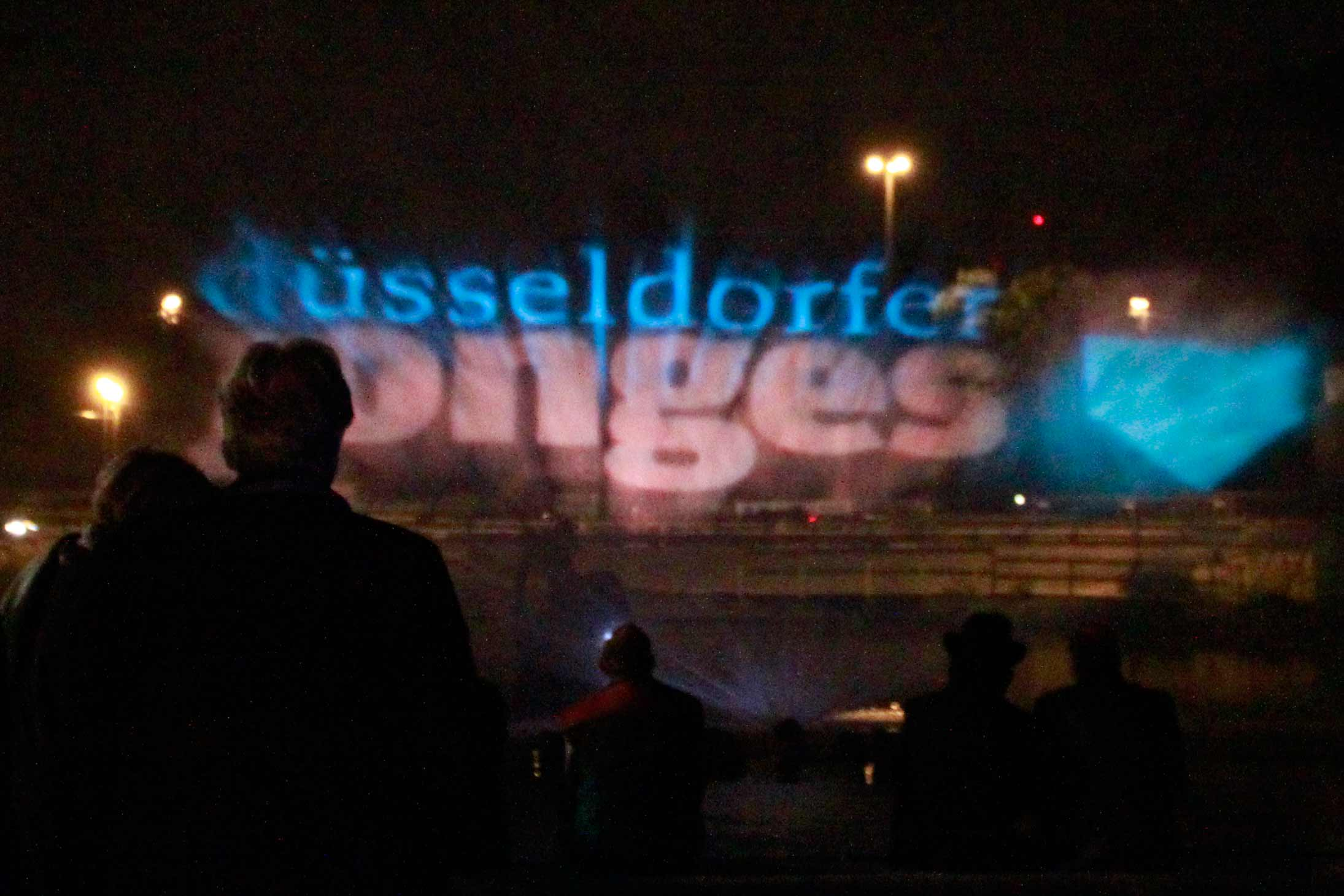
Logo der Düsseldorfer Jonges, Illumination einer Fontäne am „Jrönge Jong“ im Düsseldorfer Hofgarten zum 725. Stadtjubiläum, 2013

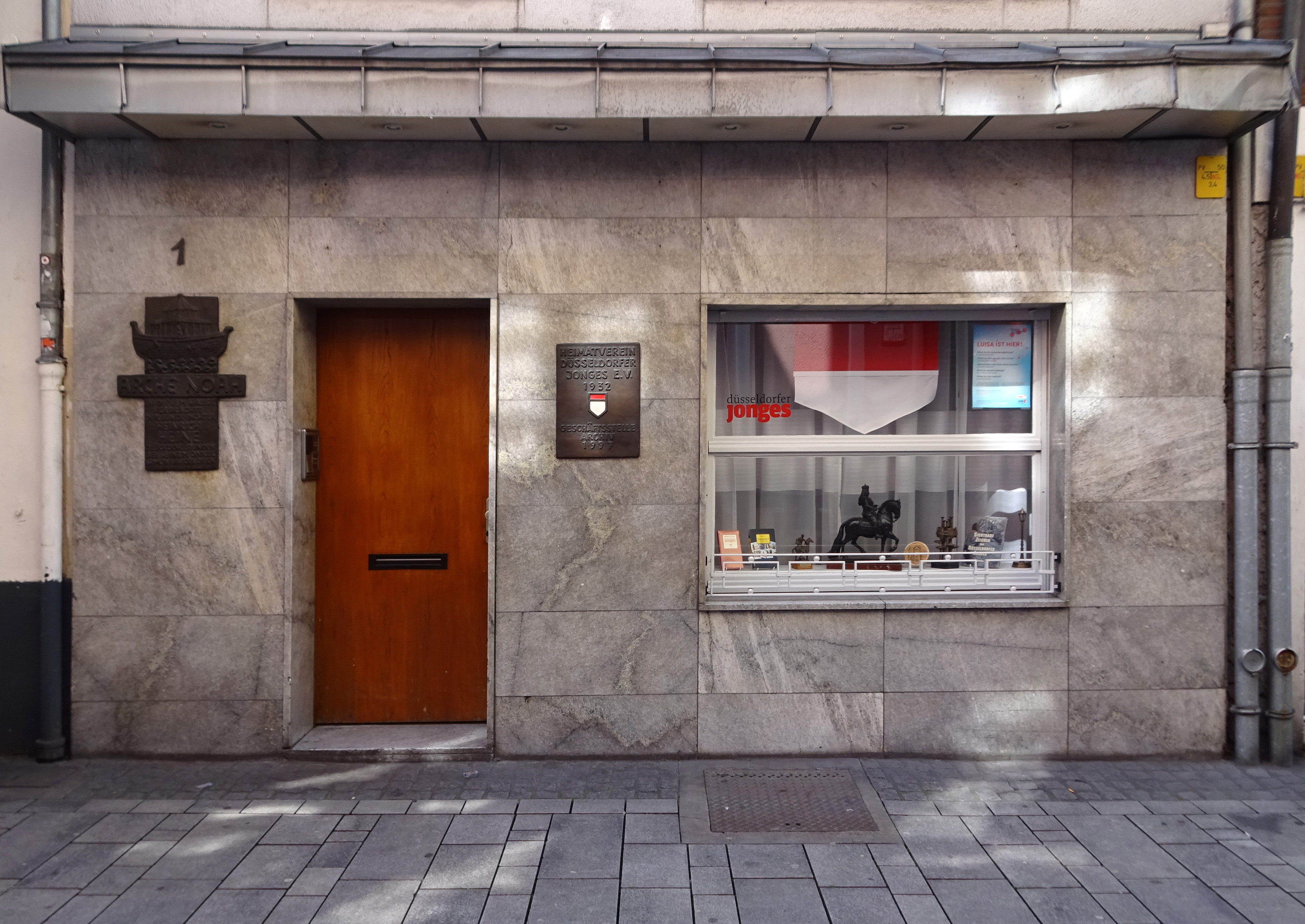
Geschäftsstelle des Heimatvereins Düsseldorfer Jonges e. V., Mertensgasse 1

Heimatverein Düsseldorfer Jonges e. V., kurz Düsseldorfer Jonges, ist ein seit 1932 bestehender Düsseldorfer Heimatverein. Mit rund 3300 Mitgliedern im Jahr 2025 gilt er, wohl unüberprüft, als der größte Heimatverein Europas.

## Geschichte
Am 16. März 1932 wurde der Verein mit dem Ziel gegründet, Brauchtum und Tradition Düsseldorfs zu pflegen und zu bewahren. Zu den Gründervätern zählten der Düsseldorfer Historiker Paul Kauhausen und der Schlachtenmaler Theodor Rocholl. 1936 war der Verein auf 1000 Mitglieder angewachsen, im Jahr 2023 waren es annähernd 3400 männliche Mitglieder, Frauen sind nicht zugelassen, eine entsprechende Änderung der Satzung wird seit 2022 verstärkt diskutiert. Frauen sind im Verein „Düsseldorfer Weiter e. V.“ organisiert. Der Verein verfolgt die Pflege der regionalen Geschichte und Mundart, Schutz und Gestaltung der Stadt- und Heimatlandschaft, Unterstützung von Landschafts- und Naturschutz, Hilfe in Notlagen, so auch bei der Integration von Bürgerinnen und Bürgern mit ausländischen Wurzeln, sowie Flüchtlingen aus Kriegsgebieten und Förderung der Weltoffenheit der Stadt.
Unter den Jonges-Mitgliedern gibt es Angehörige der verschiedensten Berufe. Sie verstehen sich als konfessionell und parteipolitisch neutral, engagieren sich aber im politischen Diskurs. Es besteht ein Zusammenwirken mit einer Vielzahl von Düsseldorfer Vereinen, die ebenfalls Tradition und Brauchtum der Stadt pflegen. In besonderem Maße wird der Regiolekt gepflegt, das Düsseldorfer Rheinisch. So wird der Präsident des Vereins nicht „Präsident“, sondern „Baas“ genannt.
Innerhalb des Vereins gibt es 2023 55 sogenannte Tischgemeinschaften, in denen sich Heimatfreunde zusätzlich zusammenfinden, um kulturelle Gemeinsamkeiten zu pflegen. Fast jede Tischgemeinschaft hat die Patenschaft über ein oder zwei Denkmäler der Stadt übernommen und kümmert sich um deren Erhaltung und Pflege.
2022, im Jahr des 90-jährigen Bestehens, erschien eine von den Jonges bei dem Vorsitzenden des Düsseldorfer Geschichtsvereins, Volker Ackermann, in Auftrag gegebene Vereinsgeschichte. In der Jubiläumszeitschrift des Vereins wurde über die Zeit des Vereins während des Nationalsozialismus bemerkt: „Man muss leider sagen, dass die Jongens keine Widerstandskämpfer waren. Dieser Diskussion werden wir uns stellen müssen“.Seitentext.
Ein damals auch im Düsseldorfer Karneval stark engagiertes, frühes Mitglied war der Unternehmer Leo Statz (1898–1943). Am 1. September 1943 verhaftete ihn die Gestapo. Statz hatte am 22. Juli 1943 Verkaufsverhandlungen mit dem Kantinenwirt einer Trierer Wehrmachtskaserne geführt und soll anschließend in der Kantine zu schwerversehrten Soldaten gesagt haben, dass sie sich ihre Knochen nicht für das deutsche Volk, sondern für Adolf Hitler zusammenschießen lassen und einen fröhlichen Optimismus hätten, zu meinen, dass sie als Schwerversehrte schon durchs Leben kommen würden. Im September 1943 fand die Verhandlung vor dem Volksgerichtshof unter dessen Präsidenten Roland Freisler statt. Statz wurde wegen „Zersetzungspropaganda“ zum Tode verurteilt. Trotz zahlreicher Gnadengesuche wurde die Hinrichtung durch Enthauptung am 1. November im Zuchthaus Brandenburg-Görden vollstreckt. Der Historiker Ackermann hatte bereits vor Erscheinen seines Buches festgestellt, dass die Jonges zwar ein Gnadengesuch formuliert hätten, in dem sie behaupteten, Statz wäre betrunken gewesen. „Aber als er von Roland Freisler wegen Zersetzungspropaganda zum Tode verurteilt wurde, forderten einige Mitglieder, ihn möglichst noch vor seiner Hinrichtung auszuschließen“.
Nach dem Zweiten Weltkrieg, am 2. Oktober 1945, nahmen 140 Jonges in der Bolkerstraße im neuen Vereinslokal Schwarzer Anker das Vereinsleben wieder auf. 1997 erwarb man in der Altstadt das Haus Mertensgasse 1, in dem Heinrich Heine lange Zeit gewohnt hatte und das dadurch geschichtliche Bedeutung erlangte. Hier wohnten auch sein Großvater Gottschalk van Geldern (1726–1795) und anschließend sein Onkel Simon von Geldern, beide spielten in der Entwicklung Heines wichtige Rollen. Nach einem Umbau konnte es am 22. Juni 1997 bezogen werden. Hier befindet sich das Archiv der Düsseldorfer Jonges.

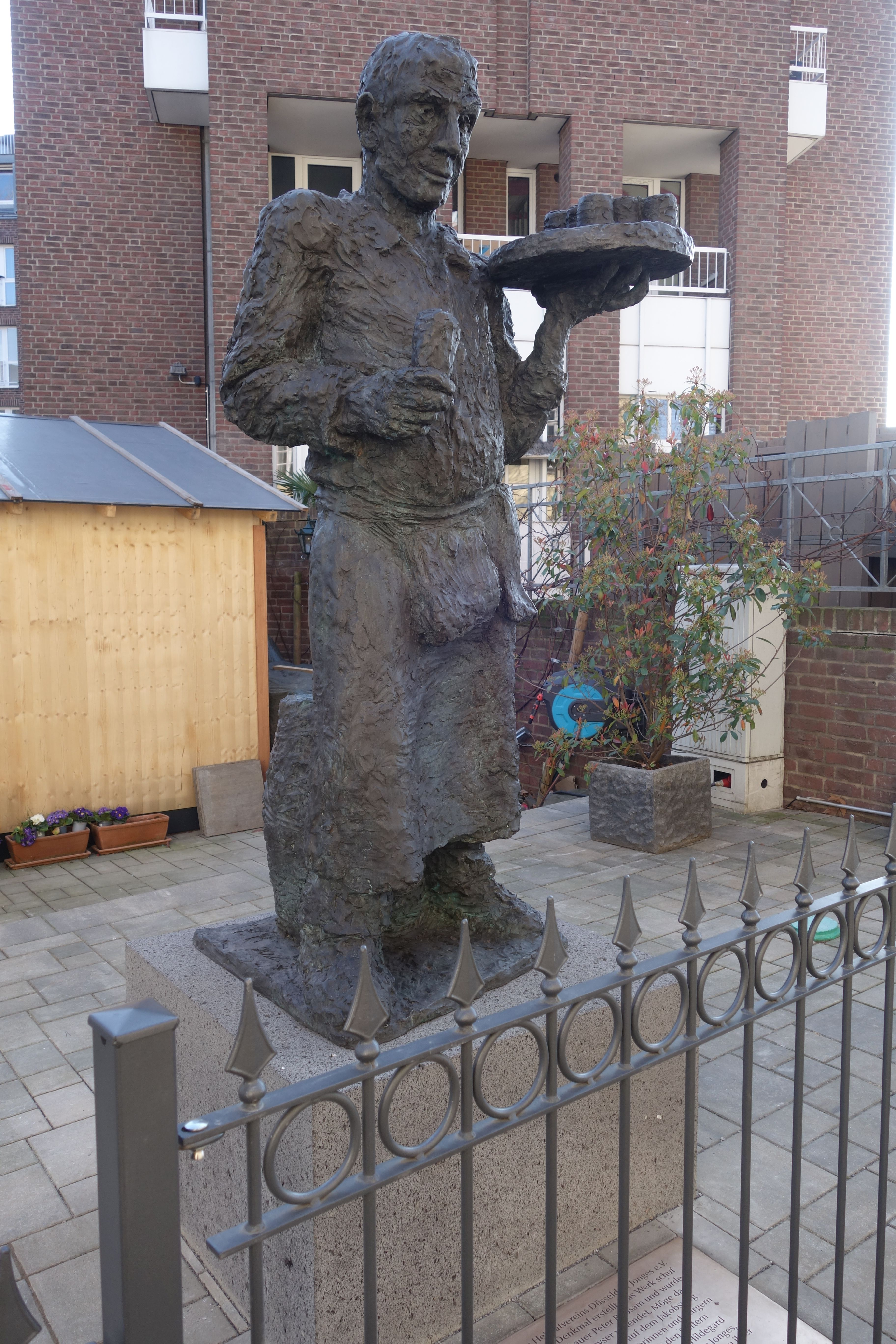
Köbes-Bronzestatue (März 2024)

Als Monatsschrift des Heimatvereins werden seit 1932 die Düsseldorfer Heimatblätter „Das Tor“ herausgegeben. Die Jonges unterstützen kulturelle Einrichtungen (Theater, Tonhalle, Oper) und den lokalen Sport (Fortuna Düsseldorf, Düsseldorfer EG, Borussia Düsseldorf etc.). Vor allem besteht eine enge Zusammenarbeit mit der Heinrich-Heine-Universität, der Hochschule Düsseldorf, der Robert Schumann Hochschule für Musik und der Kunstakademie. Regelmäßig werden herausragende Bachelor-, Master-, Promotions- oder andere Arbeiten mit Förderpreisen honoriert. Es werden Preise für Wissenschaft, Architektur, Kunst, Musik und Handwerk verliehen.
Unter anderem waren die Jonges maßgeblich engagiert beim Schutz des Hofgartens, beim Bau des Landtags am Rhein anstelle des Umbaus des Ständehauses, als Helfer bei der Beseitigung der schweren Sturmschäden im Jahr 2014, beim Erhalt der Gaslaternen und bei der Solidarität mit Flüchtlingen.
Seit ihrer Gründung im Jahr 1932 bis 2024 sind es rund 90 erinnernde und erklärende Denkmäler, Skulpturen oder Tafeln, die der Stadt Düsseldorf geschenkt wurden:
- 1932 Goethe-Gedenktafel, Bronze, am früheren Gasthof Prinz von Oranien, Burgplatz 12, geschaffen vom Düsseldorfer Bildhauer Adolf Nieder.[9]

Erinnerungstafel Durchbruch Bolkerstraße, Bronzerelief, Bolkerstraße 16–18, Bildhauer Willi Hoselmann.
Kopfplastik Christian Dietrich Grabbe, Terrakotta, vormals im „Grabbe-Ecke“ in des Dichters Vereinsheim „Schlösser“, nach wechselvoller Geschichte um 2000 im Vereinsheim der Jonges in der Mertensgasse 25, Bildhauer Ernst Gottschalk.
Skulptur Gießerjunge, Bronze, ursprünglich auf dem Dachfirst des Grupello-Hauses am Marktplatz, seit 1962 am Durchgang vom Marktplatz zum Rheinufer, Bildhauer Willi Hoselmann.
- 1933 Kleine Heinrich-Heine-Gedenktafel an dessen „ursprünglichem“ Geburtshaus, Hinterhaus des Hauses Bolkerstraße 53, im Besitz der Familie Weidenhaupt, Bildhauer Adolf Nieder. Neue Tafel von Hoselmann im Jahr 1947.[9]

- 1934 Gedenktafel Joseph Wimmer, am Fuß des Lambertus-Turmes. Der Schlosser half bei einem Brand unter lebensgefährlichem Einsatz die Kirche St. Lambertus vor der völligen Zerstörung zu retten, Bildhauer Adolf Nieder.[9]

- 1935 wurde erstmals die Große Goldene Jan-Wellem-Medaille vergeben. Sie ging an den Schriftsteller Hans Müller-Schlösser, den Verfasser des Theaterstücks Schneider Wibbel. Im selben Jahr ließen die Jonges das Mausoleum der Andreaskirche restaurieren (oder beteiligten sich an den Kosten?[9]).[3]

- 1936 Gedenktafel Drei Grafen Spee, Bronze, zum Gedenken an den Admiral Maximilian Graf von Spee (1861–1914) und seine beiden Söhne, über dem Torbogen des Speeschen Palais, Bäckerstraße 7-9, Bildhauer Willi Hoselmann.[9][12] Im Jahr 2024 wurden die nach dem Zweiten Weltkrieg zunächst abgedeckten beiden Hakenkreuze endgültig entfernt. Gleichzeitig wurde eine Ergänzungstafel angebracht, auf der sich die Jonges „von dieser patriotisch-verklärenden Heldenverehrung für die Gefallenen des Seegefechts bei den Falklandinseln“ distanzieren.[13]

- 1938 Fischerjungen-Brunnen, am Stiftsplatz, 1948 und 1954 wurde die Figur zerstört und jeweils wiederhergestellt, Bildhauer Willi Hoselmann.[9]

- 1940 Kopfplastik Willi Weidenhaupt, erster Präsident der Düsseldorfer Jonges bis zu seinem Tod im Jahr 1947. Noch zu seinen Lebzeiten geschaffen, steht sie im Haus der Jonges, Bildhauer Emil Jungblut.[9]

- 1947 Erinnerungstafel Heinrich Heine am Giebel seines Geburtshauses Bolkerstraße 53, auch als öffentliche und symbolische Distanzierung von der Nazi-Vergangenheit des Vereins gedacht, Bildhauer Willi Hoselmann.[9]

- Golzheimer Friedhof, 1948 und später:

1948 Grabtafel Maximilian Friedrich Weyhe, Schöpfer des Düsseldorfer Hofgartens, Bronze.
1948 Grabtafel Dr. Theodor Joseph Lacomblet, Politiker, Erforscher der niederrheinischen Geschichte, Sandstein.
1949 Grabtafel Friedrich August Burgmüller, Städtischer Musikdirektor, Begründer der Niederrheinischen Musikfeste.
1950 Grabtafel Elisabeth Grube (1803–1871), Dichterin und Schriftstellerin.
1951 Grabtafel Karl Guntrum, Weinhändler und Historiker, roter Sandstein.
- 1951 Gedenktafel Erste Düsseldorfer Eisenbahn. Die 1938 in Auftrag gegebene Bronzetafel wurde bis nach Ende des Krieges vor der Metallsammlung versteckt, 1951 ursprünglich im Treppenaufgang zum ehemaligen Euro-Restaurant, wurde sie auf der Abschlusswand des Nordtunnels des Düsseldorfer Hauptbahnhofs wieder angebracht, Bildhauer Emil Jungblut.[9]

- 1952 Gedenktafel Karl Röttger (1877–1942), Dichter und Schriftsteller, an dessen Wohnhaus in Gerresheim, Friedingstraße 19a.[9]

Nordfriedhof
Grabtafel Willi Weidenhaupt († 1947), Mitbegründer der Düsseldorfer Jonges, Entwurf Bauingenieur Hans Maes.
Gedenktafel Heinz Dieckmann (1890–1944), Brauereidirektor, Mitbegründer der Düsseldorfer Jonges, Anfertigung Steinmetzmeister Hans Kreis.
- 1954 Radschlägerbrunnen auf dem Burgplatz, fränkischer Muschelkalk, Bronze, Bildhauer Alfred Zschorsch, Kunstgießerei Karl-Heinz Schmäke.[3]

Gedenkstätte Louise Dumont, Schauspielerin und Theaterleiterin, Denkmal entworfen von Hans Maes, in das eine Büste der Künstlerin integriert ist, gestaltet von Ernesto de Fiori, im Hofgarten nahe dem Theatermuseum.
Grab-Gedenksteine Alter Bilker Friedhof
Grabtafel Marie Melos (1819–1888), Frau des Dichters Ferdinand Freiligrath (1810–1876), „Gottfried Kellers Düsseldorfer Freundin“, bezeichnete sich selbst als „Trompeter der Revolution“.
Grabtafel Woldemar Harleß (1828–1902), Archivar, Autorität der niederrheinischen Geschichtsschreibung.
Grabtafel Johann Josef Scotti (1787–1866), Schöpfer der Gesetzessammlung 1787–1866.
Grabtafel Joseph Wimmer (1781–1860), Schlossermeister, „rettete die brennende St. Lambertus-Kirche am 11. Jan. 1815 vor dem sicheren Untergang“.
- 1955 Gedenktafel Louise Hensel, Dichterin, an ihrem Wohnhaus Bilker Straße 14, Muschelkalk-Relief „Müde bin ich, geh zur Ruh“.[9]

- 1957 Marmorkopf Carl Theodor von der Pfalz (1724–1799), regierender Kurfürst von 1679 bis 1716, ursprünglich im Park von Schloss Benrath, weißer Marmor, Bildhauer Hans van Breek. 1960 zerstört, 1961 wiederhergestellt, 1967 aus dem Schlosspark in das Innere des Schlosses versetzt.[9]

- 1959 Büste Friedrich von Spee, Theologe und Barockdichter, Bronze, Standort Kaiserswerth, östlich der Kaiserpfalz im Hain berühmter Bürger, Bildhauer Willi Hoselmann.[9]

- 1960 Kopfplastik Heinrich Heine, Bronze, Bildhauer Kurt Zimmermann, Aufstellung im ersten Obergeschoss des alten Rathauses.[9]

- 1962 Bronzeplastiken Louise Dumont und Gustav Lindemann, Schauspieldirektoren, im Innern des Düsseldorfer Schauspielhauses.[9]

- 1963 Gedenktafel Adolph von Vagedes (1777–1842), Bronze, am nördlichen „Tempel“ des Ratinger Tores, „Baumeister und Schöpfer des klassizistischen Düsseldorf“.[9]

- 1965 Martinssäule an der St. Andreas-Kirche, Bronze, Bildhauer Reinhard Graner, Guss Kunstgießerei Herbert Schmäke.[3][9]

- 1966 Musikpavillon im Hofgarten, gestiftet von Hermann Raths, Präsident der Jonges, der Verein stiftete dazu eine Reihe von Bänken.[9]

- 1968 Erinnerungstafel Universität Düsseldorf, über der Gaststätte „Zum Kessel“, Bolkerstraße 44, zur hier 1919 verfassten Denkschrift von Medizinstudenten, ein wesentlicher Beitrag zur Gründung der Medizinischen Akademie, der heutigen Heinrich-Heine-Universität.[9]

- 1969 Gedenktafel Herbert Eulenberg, Dichter, Ehrenmitglied der Jonges, an seinem „Haus Freiheit“, Burgallee 4 in Kaiserswerth, geistiger und gesellschaftlicher Mittelpunkt für Künstler seiner Zeit.[9]

- 1971 Gedenktafel Haus Daniels und Hermann H. Raths, Fährstraße 237, Baudenkmal (Ende 17. Jahrhundert) und dessen Besitzer Raths, ein Baas der Düsseldorfer Jonges.[9]

- 1972 Erwerb des Nachlasses von Hans Müller-Schlösser als Dauerleihgabe an die Stadt.[3]

- 1973 Relief Hans-Müller Schlösser, Heimatdichter, Bronze, unter den Arkaden des Düsseldorfer Rathauses, Bildhauer Karl-Heinz Klein.[12]

- 1974 Schiffsanker eines alten Schweizer Rheinschiffs, zur Erinnerung an die 1174 errichtete Reichszollstelle Kaiserswerth.[9]

- 1975 Gedenktafel Maximilian Friedrich Weyhe (1775–1846), Gartenbaumeister, Bronze, als Ersatz für die gleichartige, 1933 gestiftete, im Krieg zerstörte Tafel aus Muschelkalk, Hofgärtnerhaus auf der Jägerhofstraße.[9]

Gedenktafel Karmelitessen-Kapelle an deren Klosterkirche (am Rhein, gegenüber St. Lambertus), dessen verfallenes, barockes Äußere durch eine Spende der Jonges restauriert worden war.
- 1978 Gedenktafel Ernst Kapp (1808–1896), Philosoph, an Stelle seines Wohnhauses Bismarckstraße 33-35, Entwurf Edmund Spohr, Ausführung Bildhauer Reinhard Graner.[9]

Gedenktafel Louis Kniffler (1827–1888), ein Pionier der deutsch-japanischen Freundschaft, am Japan-Center in der Immermannstraße. Im Jahr 2014 folgte eine Tafel mit der Übersetzung des Textes in das Japanische.
- 1982 Heimatbrunnen für den Platz an der Maxkirche, Entwurf Bildhauer Karl-Heinz Klein.[3]

- 1984 Übernahme der Obhut des Nordflügels des Ratinger Tors.[3]

Stahl-Dreieck-Schild „Vor dem Gesetz sind alle gleich“, Edelstahl, am Polizeipräsidium, anstelle des Parteiadlers aus der Zeit des Nationalsozialismus, das Hakenkreuz war inzwischen herausgebrochen worden, Künstler Anatol Herzfeld.
- 1985 Skulptur Johannes von Nepomuk, den polnischen Priester Jerzy Popiełuszko darstellend, unter anderem mit einem Hinweis auf den von den Nationalsozialisten 1933 unter der Brücke erschlagenen Tänzer Hilarius Gilges. Standort rechtsrheinisch auf der Rampe zur Oberkasseler Brücke. Reuler Granit, Bronze, Bildhauer Bert Gerresheim.[9]

Erinnerungstafel Heinrich und Alexander Spoerl, Schriftsteller, am Eingang der heutigen Albrecht-Dürer-Schule, Bronze, Bildhauer Karl-Heinz Klein.
- 1987 Die Meerschnecke, 3,6 Meter hohe Aluminiumplastik für das Außenbecken des Aquazoos, Bildhauer Hans Breker.[14]

Jonges-Brücke, 45,8 m lange Fußgängerbrücke aus Bongossi-Holz mit eisernem Geländer, im Südpark, westlich der Mitsubishi Electric Halle.
- 1988 Stadterhebungsmonument am Burgplatz, Großplastik aus Bronze, Bildhauer Bert Gerresheim, Kunstgießerei Karl-Heinz Schmäke.[3]

- 1991 Düssel-Brückengeländer, am Durchgang vom Burgplatz zu St. Lambertus, harmonierend zum Stadterhebungsmonument, Idee Herbert Schmitz-Porten, Bildhauer Bert Gerresheim, Kunstgießerei Karl-Heinz Schmäke.[9]

Gedenktafel Hammer Fähre, Bronze, an der Josef-Kardinal-Frings-Brücke, gestiftet zusammen mit der Vereinigung der Heimatfreunde Neuss.
Bodenintarsie Hammer Tor mit Grundriss 1 : 1, Grauwacke, vor dem Stadtmuseum, „zu ihrer Verwirklichung hat der Verein der Stadt einen namhaften Betrag gespendet“.
- 1998 Düssel-Quelle, im Jahr 1936 war das bis dahin versickernde Wasser durch die Jonges erstmals in Bruchsteine gefasst worden, dazu kam ein Gedenkstein von Bildhauer Alfred Stumpp. Über die später desolate Quelle übernahm die Tischgemeinschaft „Blootwosch-Galerie“ die Patenschaft und gestaltete sie neu mit einem Findling. 1998 wurde wiederum eine Restaurierung notwendig, 4,5 Tonnen Kieselsteine wurden dabei ins Bachbett geschüttet.[9]

- 2002 Vier bronzenen Musikerköpfe an der Tonhalle.[3]

- 2008 Prunkschlittens von Kurfürst Jan Wellem finanziert, für das Museum Kunstpalast.[3]

- 2013 Stiftung der Wasserinstallation „Wateregg“ von Katjo Tajé im Hofgarten.[3]

- 2014 Keramikrelief von Anneliese Langenbach an der Fassade des Henkel-Saals, Ratinger Mauer.

„Blickwinkel ELA“, nach dem Pfingstorkan „Ela“ gründen die Jonges mit Partnern das Bündnis für neue Baumpflanzungen.
- 2016 Projekt „Kickwinkel“ wird ins Leben gerufen, mit dem Flüchtlingskinder, zusammen mit dem Fußballverein DJK Agon o8, über den Fußballsport in den Verein und darüber hinaus in die Gesellschaft integriert werden sollen. Das Projekt wurde im Jahr 2021 abgeschlossen.[16][3]

- 2017 Erweiterung der Flüchtlingshilfe mit der Initiative „Tischwinkel“ und dem Tischtennisverein Borussia Düsseldorf.[3]

- 2018 Gedenktafel Emil Ferdinand Hartwich, Sportpädagoge und Amtsrichter.

Beginn des Engagements für den Erhalt der Düsseldorfer Gaslaternen, zusammen mit der Initiative „Pro Gaslicht“. 10.000 der 14.000 Gaslaternen wurden anschließend unter Denkmalschutz gestellt. 2022 infolge der Gasverknappung im Zusammenhang mit dem Konflikt Russland/Ukraine erneut diskutiert.
- 2019 Gedenktafel Albert Mooren, Augenarzt und Direktor der städtischen Augenklinik Düsseldorf, sowie den Schriftsteller Günter Grass.[3]

- 2020 Gedenktafel Joseph Beuys, Künstler und Professor an der Kunstakademie Düsseldorf.[3]

- 2021 Gedenktafel für das Ehepaar Maria und Josef Otten, in der israelischen Gedenkstätte Yad Vashem, als „Gerechte unter den Völkern“ geehrt.[3]

- 2022 Gedenktafel für Wilhelm von Schadow, Künstler und Professor der Kunstakademie Düsseldorf, am Haus Schadowstraße 56.[18]

- 2023 Gedenkstein mit Bronzebüste für das Ehrengrab der Kunsthändlerin Mutter Ey (Johanna Ey); Künstler Bert Gerresheim.[19]

Zwei Büsten für Caroline Fliedner und Friederike Fliedener, die Ehefrauen von Pfarrer Theodor Fliedner, dem Gründer der Kaiserswerther Diakonie, finanziert mit Unterstützung der Haubrich Stiftung, aufgestellt im Grüngürtel der Kaiserpfalz (Bronze und Aluminiumguss, Bildhauerin Gabriele Wissmann, Sockel Steinmetz Peter Grauel).
- 2024 Köbes-Statue (allgemein, für Kellner in einer Düsseldorfer Altbierkneipe), 2,20 Meter hohe Bronzestatue von Bildhauer Peter Rübsam in der Zollstraße neben dem „En de Canon“.[20]

- „Begehbares Boot“, Bronzeskulptur von Gerhard Moritzen vor der Reuterkaserne, anstelle der vorherigen Variante aus Holz, zur Erinnerung an die „Heimholung des Joseph Beuys“. Teilfinanziert unter anderem auch durch den Verkauf von Stücken der alten Skulptur (Ausführung Kunstgießerei Schmäke).[21]

- 2025 „Die Kö.“ Eine von drei Litfaßäulen, die insbesondere Beispiele der Judenverfolgung und -vernichtung im Zusammenhang mit der Königsallee in der Zeit des Nationalsozialismus dokumentieren.[22][23]